# Orkhontuul
Pour les articles homonymes, voir Orkhon (homonymie).
Orkhontuul (Mongol : Орхонтуул) est un sum (district) de la province de Selenge, au nord de la Mongolie.